# Брандт, Герард
Герард Брандт (нидерл. Gerard Brandt; 25 июля 1626, Амстердам — 12 октября 1685, там же) — голландский писатель
, драматург, поэт, историк церкви, биограф, проповедник. Один из классиков голландской историографии.

## Биография
Сын часовщика. Изучал отцовскую профессию. В 17-летнем возрасте написал пьесу «De Veinzende Torquatus», позже поставленную в Амстердамском театре.
Был наиболее известен своим подражанием Питеру Корнелисзону Хофту (1647). Под влиянием творчества Каспара ван Барле бросил часовое дело и в 1652 году стал протестантским проповедником. Женился на дочери П. Хофта Сюзанне.
С 1660 по 1667 год проповедовал в Хорне, затем переехал в Амстердам.
Историк ВМФ Голландии. Писал религиозные стихи и драмы.
Поле смерти адмирала Рюйтера, его сын заказал у Брандта биографию отца за 400 гульденов. Брандт получил информацию для неё от вдовы и детей де Рюйтера, но труд остался незавершенным в связи со смертью Брандта в 1685 году, сыновья Брандта Каспар и Йоханнес завершили биографию, опубликовав в 1687 году том объёмом в 1063 страницы.
Сборник произведений и биографии голландского поэта Йоста ван ден Вонделя принес ему место в списке 1000 ключевых текстов голландской литературы в Digital Library for Dutch Literature.
Его праправнучкой была драматург и поэтесса Лукреция Вильгельмина ван Меркен.

## Избранные публикации
- Stichtelijke Gedichten (1664)
- Historie van de vermaerde zee- en koop-stadt Enkhuisen (1666)
- Historie der Reformatie, (1668—1674)
- Leven van Hooft, (1677)
- Leven van Vondel, (1682)
- Het leven en het bedrijf van den Heere Michiel de Ruyter, (1687).